# Gerardo Núñez
Pour les articles homonymes, voir Núñez.
Gerardo Núñez est un guitariste et compositeur espagnol né le 29 juin 1961 à Jerez de la Frontera. 

## Biographie
Gerardo Núñez incarne, avec Vicente Amigo et Tomatito, la génération des grands guitaristes flamenco qui succède à Paco de Lucía : technique exceptionnelle, inspiration de l'écriture, renouvellement du flamenco dans le respect de la tradition. Il pratique notamment la fusion jazz-flamenco,,,. Il se produit tant en Espagne que sur les scènes internationales, par exemple  en 2012, en trio au XVIe festival de Jerez, au Japon en 2005, plus récemment en compagnie de son quintette.

## Discographie
Il présente une discographie variée et évolutive :
- 1987: El Gallo Azul (Flamencos Accidentales, GASA)[9]
- 1989: Flamencos en Nueva York (Espagne: GASA/Europe et États Unis: Verabra Records)[10]
- 1989: Flamencos en Nueva York (DRO East West, 1989), compilation
- 1997: Jucal (Alula Records) version  internationale[9],[11]
- 1998: Salomé (Art-Danza), pour la pièce de théâtre de Carmen Cortes Salomé
- 1998: Calima (Alula)
- 2000: Jazzpaña II (ACT)
- 2001: Cruce de Caminos, avec Perico Sambeat (Resistencia)
- 2002: Pasajes Passages, avec Perico Sambeat (Resistencia)
- 2002: Un Ramito de Locura, avec Carmen Linares (Mercury)
- 2004: La Nueva Escuela de la Guitarra Flamenca (ACT/Karonte)
- 2004: Andando el Tiempo (ACT)[9]
- 2012: Travesia (ACT)
- 2015: Jazzpaña Live, avec Ulf Wakenius (ACT)
- 2016: Logos, avec Ulf Wakenius (ACT)[12]